# 地上デジタル音声放送
地上デジタル音声放送（ちじょうデジタルおんせいほうそう）とは日本で2003年から2011年まで行われていた、地上波によるデジタルラジオである。通称、地上デジタルラジオ（ちじょうデジタルラジオ）・デジタルラジオ（BSデジタルラジオと混同しないときのみ）・地デジ（地デジテレビと混同しないときのみ）。
2003年10月10日、ISDB-TSBによる実用化試験放送が東京地区と大阪地区で開始したが、2010年6月30日に大阪で、2011年3月31日に東京でそれぞれ終了。
代わってV-Low帯に使用周波数を変更してISDB-TSBによるマルチメディア放送がi-dioとして2016年3月1日より放送を開始したが、2020年3月31日に終了した。

## 概要
従来の地上波ラジオの特徴に加え、ノイズのない高音質な音声・多チャンネル放送・5.1サラウンド放送や文字・静止画・簡易動画を含むデータ放送、リアルタイム投票などの双方向性機能が特徴。移動体・携帯型端末での受信時にもノイズの少ないクリアな音声で受信できた。簡易動画放送も可能だった。一方、専用の受信機が必要であるとともにその受信機も限られたものしか発売されなかったという問題点もあった（後述「受信機」も参照）。
2003年10月10日に実用化試験放送を開始して2011年7月以降の本放送開始を目指していたが、使用する周波数を変更してマルチメディア放送へ転換を行うことを理由として2011年3月31日をもって放送終了した。
地上アナログテレビジョン放送とは異なり、従来のアナログラジオ放送（中波短波によるAM放送、超短波によるFM放送）は地上デジタルラジオ本放送開始以降も継続して放送される予定だった。これは災害時の情報伝達手段として従来のアナログ方式のラジオ放送が重要視されていたためであり、デジタルラジオ放送は従来のラジオ放送の置き換えではなく4番目の新しいラジオ放送という位置づけになっていた。またデジタルラジオの普及を推進するため、マスメディア集中排除原則の対象ではなかった。

## 方式
日本の地上デジタルテレビ放送のISDB-Tを拡張したISDB-TSBを採用していた。1セグメントの占有周波数帯域は467kHz、伝送速度は4つの変調方式のうち移動体に適した方式で 280kbps、圧縮方式はMPEG-2 AAC。中継局を同一周波数で使用できるSFNが使用できた。
テレビが13セグメントでUHF帯を使用するのに対しラジオでは1または3セグメント（規格上は最大13セグメントまで連結可能）を1単位として利用し、VHF帯の7チャンネル（190.214286MHz）を8セグメント（91〜98チャンネル）に分けて使用した。

## 年表
- 1998年10月 - 総務省の地上デジタル放送懇談会で、地上デジタル放送の推進が検討された。
- 2000年11月 - 放送普及基本計画に地上デジタル音声放送が追加された。
- 2003年9月26日 - デジタルラジオ推進協会に、東京・大阪地区の予備免許を交付。
- 2003年10月10日 - 東京・大阪地区において、VHF7chで実用化試験放送を開始。
- 2005年5月20日 - 総務省のデジタル時代のラジオ放送の将来像に関する懇談会で、報告書案にて2006年から本放送を開始する案を答申。
- 2005年10月31日 - エフエム東京、TBSラジオ＆コミュニケーションズ、文化放送、ニッポン放送、J-WAVEの5社が、デジタルラジオ事業会社「マルチプレックス・ジャパン」の発起人会を設立。
- 2006年9月 - 割り当てられる周波数が不確定になったため、マルチプレックス・ジャパンの発起人会を解散[1]。2006年中の本放送開始は見送りに。
- 2006年9月21日 - 専用受信機Prodia PIX-DR050-P00（ピクセラ製）を、評価機として先行発売。
- 2006年12月8日 - 携帯電話型端末のW44S（KDDI ソニー・エリクソン・モバイルコミュニケーションズ製）発売。民生品の端末として、初めて発売される。
- 2007年3月9日 - パソコン接続型チューナーPIX-ST050-PU0（ピクセラ）発売（ただし、ワンセグテレビチューナーの機能の一部）。
- 2007年6月17日 - 携帯電話型端末の契約台数が100万台に達する[2]。
- 2007年6月27日 - 総務省の情報通信審議会で、VHF7chが自営通信に割り当てられたため、2011年以降の本放送が困難になる。
- 2008年3月31日 - サービスの方向性の違いから、エフエム東京・エフエム大阪が放送休止。
- 2008年9月29日 - TBSラジオデジタル・文化放送プラス・ニッポン放送DIGITALにて、地上波AMラジオのサイマル放送開始。
- 2010年6月30日 - マルチメディア放送の実現を目指し東京での実用化試験放送に人的資源等を一元化するため、大阪での実用化試験放送を終了。
- 2011年3月31日 - 東京での実用化試験放送を終了。全てのサービスを終了。

## 計画の変遷

### 実用化試験放送
デジタルラジオ推進協会が免許人・運営者となり、2003年10月10日から東京タワー（800W）と生駒山（240W）から共にテレビVHF7chの周波数で8セグメント使用して放送された。2007年2月19日より東京タワーの出力が800Wから3倍の2.4kWに増力された。

### 本放送計画

#### 本来の計画
当初の本放送開始は2011年7月25日の地上アナログテレビ放送終了後の予定であった。試験放送はVHF帯の4MHz分（東京・大阪地区ではアナログテレビの7chに相当する帯域）を8セグメントに分割しすべてのセグメントを社団法人デジタルラジオ推進協会に割り当てていた。
テレビ兼営の民間放送には、テレビと同じチャンネル番号（リモコンキーID）が割り当てられる可能性もあった。

#### 前倒し計画
地上波デジタル音声放送の本放送開始は本来2011年の地上アナログテレビ放送終了後の予定だったが、海外ではすでにデジタルラジオ放送が開始されていることや2006年度から携帯端末向けデジタルテレビ放送（ワンセグ）が始まることになったため、日本におけるデジタルラジオの普及を懸念し、総務省は2004年9月に「デジタル時代のラジオ放送の将来に関する懇談会」を開催した。そして、2005年5月に懇談会の中間答申で、ラジオも当初の計画を5年前倒しして試験放送を停止し2006年に本放送を始めること、VHFの7chを8個のセグメントに分割しNHKに1セグメントを割り当て残りの7セグメントを全国で1つだけの民間免許主体(マルチプレックス事業会社)が受け持つこと等が報告書としてまとめられた。
2005年10月31日、この中間答申を受け、エフエム東京、TBSラジオ、文化放送、ニッポン放送、J-WAVEの5社が、全国で地上デジタルラジオ放送を提供するマルチプレックス事業会社「マルチプレックスジャパン」の発起人会を設立。2006年には民生用初のデジタルラジオ受信機（KDDIの携帯電話・W44S、2006年12月発売）が登場した。
計画では2006年の東京・大阪に続き、2008年頃までには札幌の一部（札幌は現在7、8チャンネルとも使用されていないため札幌市内の共聴で7、8チャンネルとも使用されており障害対策を考えるサービスエリアは極端に狭くなることが指摘されていた）・仙台・静岡の一部（静岡・浜松両地域で放送するものの、静岡市周辺の当初の放送エリアはかなり狭い計画だった）・名古屋・広島・福岡地区で開始する予定だった。

#### 前倒しの見送り
しかし、VHF帯の空き周波数帯に利用希望者が殺到しているなどの理由で周波数帯の割り当てが不確定になり、地上波における受託放送事業者の役割を果たすマルチプレックスジャパンの発起人会も2006年9月に解散。
総務省の2011年以降の周波数割当プランも不透明になり、2006年内の本放送開始は見送られた。

### 試験放送終了と本放送中止

#### 周波数再編議論
2007年6月28日、デジタルラジオ推進協会は実用化試験放送で使用しているVHF7chで、2011年以降も継続して放送することが困難になったと発表した。前日の27日に総務省の情報通信審議会で、同chを含む170～202.5MHzが自営通信に割り当てられたためである。
デジタルラジオなどテレビジョン放送以外の放送に割り当てられる周波数が、VHF帯の90～108MHz(V-low)と207.5～222MHz(V-high)になり、デジタルラジオ推進協会は同帯域を利用したデジタルラジオ放送を目指すことになった。

#### 2局の試験放送終了
エフエム東京は、実用化試験放送の開始当初から、有料ダウンロードサービスの実現に向けて、3セグメント放送・データ放送を行うなど、積極的に地上デジタル音声放送のけん引役をつとめていた。しかし有料放送を行うためには、現行の無料放送の無線局免許状を返上した上で、新たな無線局免許状を取得する必要があった。一方、無線局免許状を持つデジタルラジオ推進協会は、総務省によって地上アナログテレビ放送の廃止に伴う周波数帯域の割り当てプランの見直しが行われている事情から、新たな無線局免許状を得られる保証がないため消極的であった。
この姿勢の違いが原因となり、2008年3月にエフエム東京とこれに同調したエフエム大阪が、協会の正会員Aの退会届けを提出（チャンネルを持たない正会員Bへの変更を希望したが、協会は正会員Aからの退会を拒否）し2008年3月31日26時をもって放送を休止した。リスナーへの放送休止の告知期間はわずか1週間程度で、また退会を表明してから3ヵ月間は放送を行うという協会の規定にも反していたことから、リスナーへの責任を問う声もあった。

#### マルチメディア放送への転換
2008年7月に総務省の「携帯端末向けマルチメディア放送サービスなどの在り方に関する懇談会」の報告書が発表され、地方ブロック向けの放送はV-Lowとなり、現在の帯域の割り当てがなくなることが確実になったため、地上デジタル音声放送を行っている関東のラジオ局6社（TBSラジオ・文化放送・ニッポン放送・ベイエフエム・エフエムナックファイブ・横浜エフエム放送）が同年8月6日に関東デジタルラジオ放送企画合同会社を、関西のラジオ局4社（朝日放送・毎日放送・ラジオ大阪・FM802）が8月11日に近畿ブロック・デジタルラジオ準備会を設立。また同年10月6日には関東デジタルラジオ放送企画LLCと近畿ブロック・デジタルラジオ準備会が共同でデジタルラジオ全国連絡協議会を設立し、マルチメディア放送の帯域確保・事業化スキームの検討・事業計画を立案する主体としてデジタルラジオ推進協会と協力して活動することになった。
2009年2月20日に、VHF Lowバンド（90〜108MHz。日本のアナログテレビジョン放送の1から3チャンネルに相当）におけるISDB-Tsb方式の地方ブロック向けマルチメディア放送・新型コミュニティー放送の実現とその普及・運用規定の策定を目的としたVHF-LOW帯マルチメディア放送推進協議会（VL-P）が主要AM・FM局など14社（地上デジタル音声放送を行っている・行っていた事業者、三井物産・YRP研究開発推進協会 狭域デジタル新型コミュニティ放送準備委員会など）により設立された。

#### 試験放送終了
2009年8月、使用していた周波数帯域が警察無線・消防無線に割り当てられることが総務省情報通信審議会で決定した。
実用化試験局の免許は2011年7月24日に失効するが2010年10月5日、実用化試験放送による一定の成果を挙げたことや残る検証作業が2010年度内に終了することなどにより、実用化試験放送の終了は2011年3月31日に前倒しされた。

#### 終了後の動き
実用化試験の終了後、2012年6月には福岡で、2012年7月には逗子・葉山で、それぞれV-Lowマルチメディア放送に係る実験試験局に予備免許が与えられている。この実験は福岡の試験局が2014年3月まで、逗子・葉山の試験局が2013年3月まで。その一方、V-Low帯は世界的にはFM放送で利用されておりすでに受信機も発売されていることから都市部におけるAM放送の難聴対策としてV-Low帯をFM放送に使うことが望ましいのではないかという意見もあり、総務省は2013年2月22日に「放送ネットワークの強靱化に関する検討会」を設置して今後の方針について話し合った。
2013年3月21日、日本民間放送連盟はV-Low帯へのマルチメディア放送への業界全体での一斉進出を断念。この時点で引き続きマルチメディア放送（i-dio）の実現を目指すエフエム東京・エフエム大阪などのFM局陣営と、市販のラジオで受信出来るFM放送を利用しての受信改善に舵を切ったAM局陣営とに分裂する格好となり、2013年7月には「VHF-LOW帯マルチメディア放送推進協議会」が解散した。
その後のAM局陣営については、難聴対策については2014年に法令が改正されてFM補完中継局（通称 ワイドFM）が制度化。2014年12月から全国のAMラジオ放送局で、FM放送によるサイマル放送が行われている。
エフエム東京陣営については、V-Low帯マルチメディア放送の放送に向けて行動を続け、2016年3月1日にi-dioのサービス名称で放送を開始したものの、4年余りで終了した。

## 実用化試験放送チャンネル

### 地区
| エリア   | 実用化試験局     | コールサイン | 終了日（最終日） | 都道府県       | 都道府県         |
| -------- | ---------------- | ------------ | ---------------- | -------------- | ---------------- |
| 東京地区 | 東京実用化試験局 | JOAZ-FM      | 2011年3月31日    | 東京都・埼玉県 | 千葉県・神奈川県 |
| 大阪地区 | 大阪実用化試験局 | JOBZ-FM      | 2010年6月30日    | 大阪府・奈良県 | 京都府・兵庫県   |

1. ↑  都道府県庁が受信エリアに含まれる都道府県。
2. ↑  都道府県庁は受信エリアに含まれないが一部が含まれる都道府県。

### 終了時のチャンネル
各地区の実用化試験放送終了時点（東京は2011年3月31日、大阪は2010年6月30日）。
|       | ch | 放送局               | 番組提供者                                 | ch 番号 | チャンネル名称      | 編成    | ネット |
| ----- | -- | -------------------- | ------------------------------------------ | ------- | ------------------- | ------- | ------ |
| 東 京 | 91 | NHK                  | 日本放送協会                               | 9101    | NHK                 | AMサ    |        |
| 東 京 | 92 | DR@TOKYO 92          | 東京放送ホールディングス                   | 9202    | OTTAVA              | 独自    | ○      |
| 東 京 | 92 | DR@TOKYO 92          | 東京放送ホールディングス                   | 9203    | TBSラジオデジタル   | AMサ    |        |
| 東 京 | 93 | DigiQ+N93            | 文化放送                                   | 9302    | 超!A&G+             | 独自    | ○      |
| 東 京 | 93 | DigiQ+N93            | 文化放送                                   | 9303    | 文化放送プラス      | AMサ    |        |
| 東 京 | 94 | エリア・ショーケース | エリア・ショーケース                       | 9401    | DRP大阪             | [ * 3 ] |        |
| 東 京 | 95 | D-JOLF               | ニッポン放送                               | 9501    | Suono Dolce         | 独自    | ○      |
| 東 京 | 95 | D-JOLF               | ニッポン放送                               | 9502    | ニッポン放送DIGITAL | AMサ    |        |
| 大 阪 | 91 | NHK                  | 日本放送協会                               | 9102    | NHK                 | 独自    |        |
| 大 阪 | 92 | DRP大阪              | 朝日放送 毎日放送 ラジオ大阪 FM802 DRP大阪 | 9201    | DRP大阪             | 独自    |        |
| 大 阪 | 93 | DRP大阪              | 朝日放送 毎日放送 ラジオ大阪 FM802 DRP大阪 | 9301    | DRP大阪             | [ * 4 ] |        |
| 大 阪 | 94 | DRP大阪              | 朝日放送 毎日放送 ラジオ大阪 FM802 DRP大阪 | 9401    | DRP大阪             | [ * 4 ] |        |
| 大 阪 | 95 | DRP大阪              | 朝日放送 毎日放送 ラジオ大阪 FM802 DRP大阪 | 9501    | DRP大阪             | [ * 4 ] |        |

1. ↑  番組編成の概要。
AMサ：AMラジオのサイマル放送。
独自：大半が独自編成。ただし一部にAMラジオのサイマルや遅延あり。
2. ↑  インターネットでのサイマル放送をしていた局。いずれも、実用化試験放送終了にともない、インターネットラジオ局に移行した。
3. ↑  大阪地区の一部番組を放送。
4. ↑  タイムシフティングチャンネル。92チャンネルと同一内容の遅延放送。

### 早期に撤退した企業
実用化試験放送終了前に撤退した企業。全て2003年10月10日の放送開始時より参加。
|       | 撤退時期              | 企業                                                                                     | ch       |
| ----- | --------------------- | ---------------------------------------------------------------------------------------- | -------- |
| 東 京 | 2006年3月31日         | 日経ラジオ社                                                                             | 92       |
| 東 京 | 2006年11月30日        | メガポート放送 ラジオ日本 J-WAVE                                                         | 94       |
| 東 京 | 2007年3月31日         | テレビ朝日                                                                               | 93       |
| 東 京 | 2008年3月31日         | 伊藤忠商事                                                                               | 94       |
| 東 京 | 2009年3月31日         | 横浜エフエム放送 ベイエフエム                                                            | 92       |
| 東 京 | 2009年3月31日         | エフエムナックファイブ                                                                   | 93       |
| 東 京 | ?                     | ソニー ソニーコミュニケーションネットワーク                                              | 95       |
| 東 京 | ?                     | ジャパンエフエムネットワーク                                                             | 98       |
| 大 阪 | ? （2006年4月以降か） | エフエム京都 関西テレビ放送 京都放送 讀賣テレビ放送 Kiss-FM KOBE プロムナード ラジオ関西 | 92 \| 95 |

### 各チャンネルの歴史
東京96チャンネル、大阪96・98チャンネルは使用局なし。

#### 東京91チャンネル
- 2003年10月10日 - 「NHK・VICS」として、NHK・道路交通情報通信システムセンターの2社で放送開始。9101「NHK・VICS」。なお道路交通情報通信システムセンターは、独立データ放送のみの参加。
- 2007年4月2日 - 道路交通情報通信システムセンター撤退、91「NHK」・9101「NHK」に改称。
- 2008年7月14日 - 簡易動画放送を開始。
- 2011年3月31日 - 実用化試験放送終了に伴い、91「NHK」・9101「NHK」閉局。

#### 東京92チャンネル
- 2003年10月10日 - 「DR@TOKYO92」として、TBSラジオ・横浜エフエム放送・ベイエフエム・日経ラジオ社の4社で放送開始。9201「DR@TOKYO92」。
- 2006年3月 - 日経ラジオ社撤退。
- 2007年3月5日 - 9202「OTTAVA」プレ放送開始。
- 2007年4月1日 - 9201「ハマセグ/digitalBay」に改称、週の前半を横浜エフエム放送が、後半をベイエフエムが担当。TBSラジオが独立し、9202「OTTAVA」放送開始[26]。
- 2008年9月29日 - 9203「TBSラジオデジタル」新設、地上波の一部番組のサイマル放送を開始。
- 2009年3月31日 - 横浜エフエム放送、ベイエフエムが撤退した為、9201「ハマセグ/digitalBay」が放送終了。
- 2011年3月31日 - 実用化試験放送終了に伴い、9202「OTTAVA」・9203「TBSラジオデジタル」閉局。

#### 東京93チャンネル
- 2003年10月10日 - 「Digi Q+N 93（デジキューン93）」として、エフエムナックファイブ・文化放送・テレビ朝日の3社で放送開始。9301「Digi Q+N 93」。
- 2007年4月 - テレビ朝日撤退。
- 2007年4月2日 - 9301「UNIQue the RADIO」に改称。
- 2007年9月3日 - アニラジ専門チャンネルとして、9302「超!A&G+」創設。
- 2008年9月29日 - 9303「文化放送プラス」新設、地上波の番組のサイマル放送を開始。
- 2008年10月6日 - 9302「超!A&G+」で、簡易動画放送を開始。
- 2009年3月31日 - エフエムナックファイブが撤退（番組編成の関係上、4月5日まで放送）し、文化放送の単独運営となる。
- 2009年10月4日 - 9301「UNIQue the RADIO」が放送終了。
- 2011年3月31日 - 実用化試験放送終了に伴い、9302「超!A&G+」・9303「文化放送プラス」閉局。

#### 東京94チャンネル
- 2003年10月10日 - 「DAZ94」として、J-WAVE・メガポート放送・アール エフ ラジオ日本の3社で放送開始。
- 2006年11月 - 全社撤退・放送休止。
- 2007年4月 - 伊藤忠商事が95チャンネルから移行。94「DiGiPiCO!」・9401「DiGiPiCO!」として放送開始。
- 2008年3月31日 - 伊藤忠商事撤退し、放送終了。
- 2008年6月16日 - DRPが9401「エリア・ショーケース」を放送開始。
- 2011年3月31日 - 実用化試験放送終了に伴い、9401「エリア・ショーケース」閉局。

#### 東京95チャンネル
- 2003年10月10日 - 「D95（ディー ナインティファイブ）」として、伊藤忠商事・ソニー・ソニーコミュニケーションネットワークの3社で放送開始。9501「D95」。
- 時期不詳 - ソニー・ソニーコミュニケーションネットワーク撤退。
- 2006年10月 - ニッポン放送が98チャンネルより移動し、伊藤忠商事と2社で放送。
- 2006年12月1日 - 「D95」（伊藤忠商事）が移動し9502「D95」に。9501「LFX mudigi」創設。
- 2007年4月2日 - チャンネル名「D-JOLF」に改称。9502の伊藤忠商事が94チャンネルに移動。9501「Suono Dolce」に改称。9502「JOLF+」新設。
- 2008年9月29日 - 9502のチャンネル名を9502「ニッポン放送DIGITAL」に改称し、地上波の番組のサイマル放送を開始。
- 2011年3月31日 - 実用化試験放送終了に伴い、9501「Suono Dolce」・9502「ニッポン放送DIGITAL」閉局。

#### 東京97チャンネル
- 2006年12月1日 - エフエム東京が98チャンネルより移動。9701「TOKYO FM1」・9702「TOKYO FM2」放送開始。9703「TOKYO FM3」新設。
- 2007年4月 - 本格的な実用化試験放送[27]を開始。9701「ENERGY 701」（アグレッシブライフスタイルチャンネル）・9702「MAGIC 702」（ハイクオリティチャンネル）・9703「NEWS」（ニュースチャンネル）に改称。
- 2008年3月31日 - 26:00をもって放送休止。有料ダウンロードサービスを行いたいエフエム東京と消極的な協会側との姿勢の違いから対立し、突然の放送休止に至った[28][29]。チャンネルは廃止されず維持したまま放送休止となっていた[30]。
- 2009年10月頃 - 番組表からの削除を確認。

#### 東京98チャンネル
- 2003年10月10日 - 「Digital Radio 98 The Voice」として、ニッポン放送・エフエム東京・ジャパンエフエムネットワークの3社で放送開始。9801「mudigi」・9802「TOKYO FM1」・9811「TOKYO FM2」。9811で3セグメント放送を実施。
- 2006年10月 - ニッポン放送が95チャンネルに、エフエム東京が97チャンネルに移動し、送信停止。

#### 大阪91チャンネル
- 2003年10月10日 - 「NHK・VICS」として、NHK・道路交通情報通信システムセンターの2社で放送開始。9102「NHK・VICS」。なお道路交通情報通信システムセンターは、独立データ放送のみの参加。放送内容は、東京発と同じ。
- 2007年4月2日 - 道路交通情報通信システムセンター撤退、9102「NHK」に改称。
- 2010年6月30日 - 実用化試験放送終了に伴い、9102「NHK」閉局。

#### 大阪92–95チャンネル
- 2003年10月10日 - 朝日放送・毎日放送・ラジオ大阪・FM802・伊藤忠商事・エフエム京都・関西テレビ放送・京都放送・讀賣テレビ放送・Kiss-FM KOBE・プロムナード・ラジオ関西・デジタルラジオ推進協会大阪事務所の共同制作で、放送開始。番組を、各チャンネルで時差編成（1時間ずつ遅れを増す）して放送。
- 時期不詳 - エフエム京都・関西テレビ放送・京都放送・讀賣テレビ放送・Kiss-FM KOBE・プロムナード・ラジオ関西撤退。
- 2008年4月1日 - 伊藤忠商事が撤退。
- 2010年6月30日 - 実用化試験放送終了に伴い、全チャンネル閉局。

#### 大阪97チャンネル
- 2006年12月 - 「fm osaka」として放送開始。3セグメント放送。9701「fm osaka1」（音楽番組シーン）、9702「fm osaka2」（ハイクオリティー音楽番組）、9703「fm osaka3」（ニュース専門）。
- 2007年4月 - TOKYO FMと同様に本格的な実用化試験放送を開始。9701「ENERGY 701」・9702「MAGIC 702」・9703「NEWS」に改称。
- 2008年4月1日 - 放送休止。TOKYO FMと同様に、チャンネルを維持したまま放送休止となっている。
- 2009年10月頃 - 番組表からの削除を確認。

## 受信機
専用受信機は評価機のみで、民生機では携帯電話とパソコン用ワンセグチューナの一部機種で受信可能だった。
ただし、一部のチャンネルは2007年よりインターネット上（チャンネルの公式サイトやkikeruツールバーなど）でサイマル配信をしていたので、放送を受信せずとも聴取できた。

### 専用受信機
Prodia（PIX-DR050-P00）（ピクセラ）のみ。2006年9月21日出荷、評価用として限定100台が販売された。
ピクセラは2006年5月に専用携帯端末を発売すると2005年12月発表したが、地上デジタルラジオの本放送開始が（5年前倒し案の）計画通り実施されず同製品の機能評価が完了していないためと発売を延期。その後9月に法人向け限定のデジタルラジオ評価用としてProdiaが発売された。デジタルラジオに加えワンセグ、アナログFMラジオにも対応。後に正式に発売された。

### 携帯電話
地上デジタルラジオ対応の携帯電話端末は、au（KDDI・沖縄セルラー電話）からのみ発売されていた。
| 機種                         | メーカー                 | 発売日（最速） |
| ---------------------------- | ------------------------ | -------------- |
| W44S                         | ソニー・エリクソン       | 2006年12月8日  |
| AQUOSケータイW51SH           | シャープ                 | 2007年3月10日  |
| W51T                         | 東芝                     | 2007年2月9日   |
| W52T                         | 東芝                     | 2007年2月16日  |
| W52H                         | 日立製作所               | 2007年6月7日   |
| W54T                         | 東芝                     | 2007年7月28日  |
| W56T                         | 東芝                     | 2008年2月1日   |
| W54S                         | ソニー・エリクソン       | 2008年2月1日   |
| W54SA                        | 三洋電機                 | 2008年2月7日   |
| サイバーショットケータイW61S | ソニー・エリクソン       | 2008年5月3日   |
| W61SA                        | 京セラ （SANYOブランド） | 2008年4月17日  |
| W63SA                        | 京セラ （SANYOブランド） | 2008年7月4日   |

これらはすべてCDMA 1X WIN端末で、デジタルラジオに対応した機種は必然的にワンセグ放送も受信できる。またカタログには「デジタルラジオは実用化試験放送にて提供しております。（2011年7月終了予定）」と記載されているため、もし本放送に移行したらどうなるかは「正式に話を聞いていないためコメントできないが、決定した場合はメーカーと協力して対応するしかない」とコメントしていた。

### パソコン用チューナ
いずれもUSB接続型のパソコン用ワンセグチューナの機能の一部で、デジタルラジオも受信できた。
DRMについては設定されていないがメーカー各社が著作権保護機構を装備しており、デジタルオーディオ出力（S/PDIF、Bluetoothのオーディオ系プロファイル、USBオーディオデバイス、IEEE 1394オーディオデバイスなど）へのデジタルラジオの出力は制限される場合が多かった。画像についても同様。
PIX-ST050-PU0（ピクセラ）
2007年3月9日同社オンラインストアでのみ発売
デジタルラジオ受信用ソフトウェアはまだサンプル版で、製品には同梱されておらず、別途同社Webサイトからダウンロードした。また専用ソフトウェアは著作権保護機能の都合上、Windows Vistaのみ対応していたが、その後Windows XPにも対応した。録音はできなかった。
MonsterTV 1DR（SK-MTV1DR）（エスケイネット）
2007年5月25日出荷開始
受信用ソフトウェアはワンセグと一体型で、Windows XPにも対応している。デジタルラジオの手動録音・予約録音もできたが、録音を再生するには録音時と同じパソコン・同じチューナが必要である。
CaptyTV Mobile PIX-ST061-PU0（ピクセラ）
2007年7月28日出荷開始
上記ST050のWindows/MacOS両対応版。Windows用のデジタルラジオ受信ソフトは付属、MacOS用のデジタルラジオ受信ソフトはダウンロード提供。
これテレ CG-3SGTR（コレガ）
2007年7月21日出荷開始
ピクセラのチップセットを使った製品で、受信用ソフトウェアもピクセラのStationMobileのカスタマイズだった。伸縮式の外部アンテナが付属。iEPGには未対応。録画予約対応。
高感度版ちょいテレ DH-KONE/U2R（バッファロー）
2007年10月下旬発売
ちょいテレファミリー。高感度290mmアンテナ、高感度外部アンテナ（3mのケーブルが付属）、F型コネクタ変換アダプタが付属。受信ソフトは「PCastTV for ワンセグ」。対応OSはWindows XP/Vistaのみ。
高感度版ちょいテレ DH-KONE4G/U2DS
2008年4月下旬発売
上記とほぼ同仕様で内蔵メモリ4GBを搭載し、内蔵メモリへ録音できた（同機を他のPCで使用しても録音を聴ける）。製品自体はMacintoshにも対応しているが、デジタルラジオはWindows用のソフトウェアでしか聴けない。